# 伊崎村
伊崎村（いさきむら）は茨城県稲敷郡にかつて存在した村である。

## 地理
- 現在の稲敷市の東部、旧東町の北東部に位置する。
- 村内には新利根川が流れている。
- 村域は台地と平地が入り組む谷戸が多い地形になっている。

## 歴史
村名は伊佐部村の伊と阿波崎村の崎を組み合わせて伊崎村となった。

### 村域の変遷
- 1889年（明治22年）4月1日 - 町村制施行に伴い、下須田村・伊佐部村・阿波崎村・釜井村が合併して河内郡伊崎村が発足。
- 1896年（明治29年）4月1日 - 河内郡は信太郡と合併し稲敷郡が発足。稲敷郡伊崎村になる。
- 1955年（昭和30年）1月5日 - 伊崎村は本新島村、十余島村とともに合併し東村が発足。伊崎村は消滅。
- 1973年（昭和48年） - 旧伊崎村の一部（釜井の一部）は桜川村に編入。

変遷表
| 1868年 以前 | 1868年 以前 | 1868年 以前   | 明治22年 4月1日 | 明治29年 4月1日 | 明治29年 4月1日 | 昭和30年 9月1日 | 昭和48年 | 平成8年 9月1日 | 平成17年 3月22日 | 現在   |
| ----------- | ----------- | ------------- | --------------- | --------------- | --------------- | --------------- | -------- | -------------- | ---------------- | ------ |
| 河内郡      |             | 下須田村      | 伊崎村          | 稲敷郡 発足     | 伊崎村          | 東村            | 東村     | 町制           | 稲敷市           | 稲敷市 |
| 河内郡      | 伊佐部村    |               | 伊崎村          | 稲敷郡 発足     | 伊崎村          | 東村            | 東村     | 町制           | 稲敷市           | 稲敷市 |
| 河内郡      | 阿波崎村    |               | 伊崎村          | 稲敷郡 発足     | 伊崎村          | 東村            | 東村     | 町制           | 稲敷市           | 稲敷市 |
| 河内郡      | 釜井村      |               | 伊崎村          | 稲敷郡 発足     | 伊崎村          | 東村            | 東村     | 町制           | 稲敷市           | 稲敷市 |
| 河内郡      |             | 桜川村 に編入 | 伊崎村          | 稲敷郡 発足     | 伊崎村          | 東村            | 桜川村   |                | 稲敷市           | 稲敷市 |

## 人口・世帯

### 人口
総数 [単位： 人]
| 1891年（明治24年） | 1,864 |
| 1920年（大正 9年） | 2,126 |
| 1935年（昭和10年） | 2,463 |
| 1950年（昭和25年） | 3,108 |

### 世帯
総数 [単位： 世帯]
| 1920年（大正 9年） | 400 |
| 1935年（昭和10年） | 429 |
| 1950年（昭和25年） | 538 |

## 交通

### 道路
- 二級国道
  - 国道125号